# Sun Lei
Sun Lei (chiń. 孙蕾; ur. 30 kwietnia 1983) – chińska lekkoatletka specjalizująca się w skoku o tyczce.

## Osiągnięcia
- brązowy medal halowych mistrzostw Azji (Pattaya 2006)

## Rekordy życiowe
- skok o tyczce – 4,15 (2005)
- skok o tyczce (hala) – 4,10 (2004)